# Kahone
Kahone – miasto w Senegalu, w regionie Kaolack. Według danych szacunkowych na rok 2010 liczy 6 087 mieszkańców. W XIV wieku klan Mandinka Guelowar wyemigrował z Kaabu na północ po przegraniu sporu o sukcesję.  Założyli oni szereg małych wodzostw na obszarze na północ od rzeki Gambia. Dom Kéno Mbèye, jednego z przywódców Guelowar, został wybrany jako miejsce spotkań i dyskusji na temat problemów, dlatego nazwano go „Filagui diobé”, co w języku Mandinka oznacza miejsce spotkań. Ostatecznie stało się ono Njoob , stolicą państwa o nazwie Mbey. 
Pod koniec XV wieku Mbey i jego prosperujące warzelnie soli dostały się pod wpływy marabuta Tukuliera o imieniu Elibana.  Przywódca Siin-Siin, Mbegane Ndour , zaatakował go i zabił, ustanawiając królestwo Serer w Saloum i zmieniając nazwę stolicy na Kahone , co oznacza „to jest to” w języku Serer.  Miasto pozostało politycznym i religijnym centrum Saloum przez kolejne kilka stuleci.
Pierwotnie Kahone było o wiele ważniejszym miastem niż sąsiedni Kaolack , ale w XX wieku role się odwróciły, ponieważ Kaolack rozwinął się w port i węzeł kolejowy.  Kahone zostało zdegradowane do rangi podprefektury Kaolack